# Anthomyia punctipennis
Anthomyia punctipennis este o specie de muște din genul Anthomyia, familia Anthomyiidae, descrisă de Christian Rudolph Wilhelm Wiedemann în anul 1830. Conform Catalogue of Life specia Anthomyia punctipennis nu are subspecii cunoscute.